# 32082 Sominsky
32082 Sominsky è un asteroide della fascia principale. Scoperto nel 2000, presenta un'orbita caratterizzata da un semiasse maggiore pari a 3,0588629 UA e da un'eccentricità di 0,1350722, inclinata di 1,98064° rispetto all'eclittica.